# Lütgendortmund
Lütgendortmund (niederdeutsch: Lütkendöärpm) ist der statistische Bezirk 73 und zugleich ein westlicher Stadtteil im gleichnamigen Stadtbezirk der kreisfreien Großstadt Dortmund.

## Geografie

### Lage
Lütgendortmund liegt auf einer Höhe von 88 m ü. NHN. Die höchste Erhebung im Ort liegt unweit der ehemaligen Ritterbrauerei auf 135 m ü. NHN. Der niedrigste Punkt befindet sich vor dem Lütgendortmunder Bahnhof auf 79 m ü. NHN.
Der Dortmunder Stadtteil Lütgendortmund  liegt fast in der Mitte zwischen den Städten Bochum und Dortmund. Von beiden Innenstädten sind es etwa 8,5 km Luftlinie zum Dortmunder Ortsteil Lütgendortmund. Zu den Städten Castrop-Rauxel und Witten beträgt die Entfernung jeweils nur 6 km.

### Grünflächen
Der Volksgarten Lütgendortmund ist mit rund zehn Hektar die größte Grünfläche des Stadtbezirks. Er wurde 1907 auf Wunsch der Ortsverwaltung angelegt, die das Grundstück aus Wald, Ackerland und Wiesen erwarb, um es zu einem Naherholungsgebiet zu machen. Die Kosten von rund 113.400 Mark zur Anlage des Naherholungsgebiets wurden von der Gemeinde Lütgendortmund, der Harpener Bergbau AG, dem Landkreis Dortmund und durch Einzelpersonen getragen.
Das Naturschutzgebiet Dellwiger Wald im Osten des Stadtbezirkes erstreckt sich um das Haus Dellwig.
Im westlichen Teil liegt das an Bövinghausen grenzende kleine Waldgebiet Rauhes Holz. Dieses Waldgebiet erstreckt sich in Richtung Bochumer Stadtgebiet. Die Grenze zwischen Dortmund und Bochum ist durch landwirtschaftliche Nutzflächen geprägt.
2006 wurde der Park der Generationen eingeweiht, der sowohl jungen als auch älteren Leuten die Möglichkeit geben soll, ihre Freizeit aktiv zu gestalten.

### Gewässer
Mehrere Bäche fließen durch das Stadtgebiet Lütgendortmunds. Im Norden befindet sich der Dellwiger Bach, der aus der alten Halde der Zeche Zollern entspringt. Er verläuft nördlich des Hauses Dellwig und vereinigt sich bei Marten mit dem Schmechtingsbach zum Roßbach, der in Huckarde in die Emscher mündet. Der Dellwiger Bach hat noch zwei Nebenbäche, den Deipenbeck, dessen Quelle im Südosten Lütgendortmunds zu finden ist, und den Katzbach, der im Volksgarten entspringt. Alle Bäche fließen in nördlicher und östlicher Richtung zur Emscher, die im Osten von Lütgendortmund verläuft. Zahlreiche Bäche und Quellen fielen dem Bergbau zum Opfer. Dazu gehört auch die Quelle des ehemaligen Klosters Marienborn, die bis 1929 an der Westermannstraße vorhanden war.

## Geschichte

### Besiedlung und erste Kriege (ca. 1150–1757)
Eine erste Besiedelung erfolgte wohl aufgrund der guten Bodenqualität, des Wasserreichtums und der Lage an der Handelsroute Hellweg.
Erstmals erwähnt wurde der Ort, noch unter einem anderen Namen, 1150 im Heberegister der Abtei Essen-Werden.
In einem Schatzbuch der Grafschaft Mark, das im Jahr 1486 zur Steuererhebung angelegt wurde, sind für Lütgendortmund 34 steuerpflichtige Bauernhöfe eingetragen. Der Ort beherbergte ein Kloster mit Gerichtssitz. In der Umgebung gab es zwei Adelshäuser: das Schloss Dellwig und das Haus Holte. Lütgendortmund war vom Mittelalter bis 1817 ein Teil des Oberamts im Amt Bochum der Grafschaft Mark.
Während der Großen Dortmunder Fehde zwischen dem Grafen von der Mark und der Stadt Dortmund wurde der Ort im Jahre 1388 an einem Sonntag von den Dortmundern überfallen. Sie brannten die beiden Kirchen und umliegende Häuser ab, nahmen zwei Gefangene und raubten Vieh für über 100 Gulden.
Auch im Dreißigjährigen Krieg (1618–1648) wurde der Ort hart getroffen, als holländische und spanische Truppen einrückten. Die Spanier versuchten den katholischen Glauben wieder einzuführen, nachdem ganz Lütgendortmund zum evangelischen Glauben übergetreten war. Sie brannten viele Teile des Ortes nieder, darunter auch die Höfe der Bauerschaft Dellwig, Portmann, Schulte, Heynemann und de Vedder.
1757 zogen französische Truppen nach Lütgendortmund ein.

### Ortsausdehnung/Siedlungsentwicklung (1830–1910)
Die Einwohnerzahl Lütgendortmunds blieb viele Jahre relativ konstant. Erst während der Inbetriebnahme der Zeche Zollern I im Jahre 1858 war ein überdurchschnittlicher Bevölkerungsanstieg zu verzeichnen. Es wurde Land als Baufläche benötigt, das sich allerdings im Besitz der Bauern befand. Doch durch eine königlich-preußische Verordnung Mitte des 18. Jahrhunderts wurde es auf die Bewohner des Ortes aufgeteilt. Das enorme Bevölkerungswachstum während der Industrialisierung auf ca. 15.000 Einwohner gab dem Ort mehr und mehr einen städtischen Charakter.
Jeder Bewohner hatte nun durch die Aufteilung Land zur Verfügung und konnte darüber frei verfügen: es entweder selbst bebauen, verkaufen oder vermieten. Die ersten größeren Wohnsiedlungen entstanden an den größeren Ausfallstraßen, wie am Lütgendortmunder Hellweg, an der Limbecker Straße und an der Werner Straße. Bis heute bestehen hier die verschiedensten Bautypen. Später folgten vor allem Zechensiedlungen aufgrund vieler Zechen in der Ortsumgebung. 1874 wurden an der Neu-Crengeldanz-Straße 23 zweistöckige Doppelhäuser für Bergmannsfamilien erbaut. Die Häuser boten nicht nur Wohnraum, sondern auch Ställe und Gartenland, sodass sich die Familien teilweise selbst versorgen konnten. Die nächste Kolonie wurde 1889 an der Langen Straße (heute Auf dem Toren) gebaut. Hier entstanden 30 Häuser für je vier Familien. Zu jedem Haus gehörte etwas Anbaufläche.
Die dritte und letzte Siedlung vor 1900 wurde durch die Zechengesellschaft Neu-Iserlohn an der Wilhelmshöhe errichtet. Es entstanden große, dreistöckige Häuserblöcke, die in neuerer Zeit durch modernere Häuser ersetzt wurden. Nach 1900 wurde die Bautätigkeit durch die Harpener Bergbau AG fortgesetzt. 1903 entstanden Siedlungen an der Deipenbeck- und der Helgastraße nahe der Provinzialstraße und 1915 dreizehn zweieinhalbgeschossige Häuser an der Neu-Iserlohn-Straße. Von den zahlreichen Bauten vor 1900 existiert heute nur noch die Siedlung an der Neu-Iserlohn-Straße, die restlichen wurden durch Neubauten ersetzt.
Am 1. April 1907 wurde die bis dahin selbständige Gemeinde Dellwig-Holte eingegliedert.

### Erster Weltkrieg (1914–1918) und Nachkriegszeit
Wegen des Mangels an Kleingeld am Anfang des Ersten Weltkriegs gab das Amt Lütgendortmund Kriegswechselscheine als Notgeld heraus. Außerdem wurden in Lütgendortmund, wie auch in der ganzen Region, die Kirchenglocken abtransportiert, um das eingeschmolzene Material für Kriegszwecke zu verwenden. 1918 wurde ein Arbeiter- und Soldatenrat für Lütgendortmund gebildet.
Am 1. April 1928 wurde Lütgendortmund in die Stadt Dortmund eingemeindet. Damit wurde auch das Amt Lütgendortmund, das seinen Sitz am Ort hatte, aufgelöst. Lütgendortmund wurde an das Dortmunder Gasnetz angeschlossen.
Nach der Machtergreifung durch die Nationalsozialisten 1933 wurden wie im gesamten Deutschen Reich auch in Lütgendortmund jüdische Geschäfte boykottiert. Einige Jahre später, um 1936, wurden Geschäfte jüdischer Kaufleute „arisiert“ oder geschlossen.

### Zweiter Weltkrieg (1939–1945)

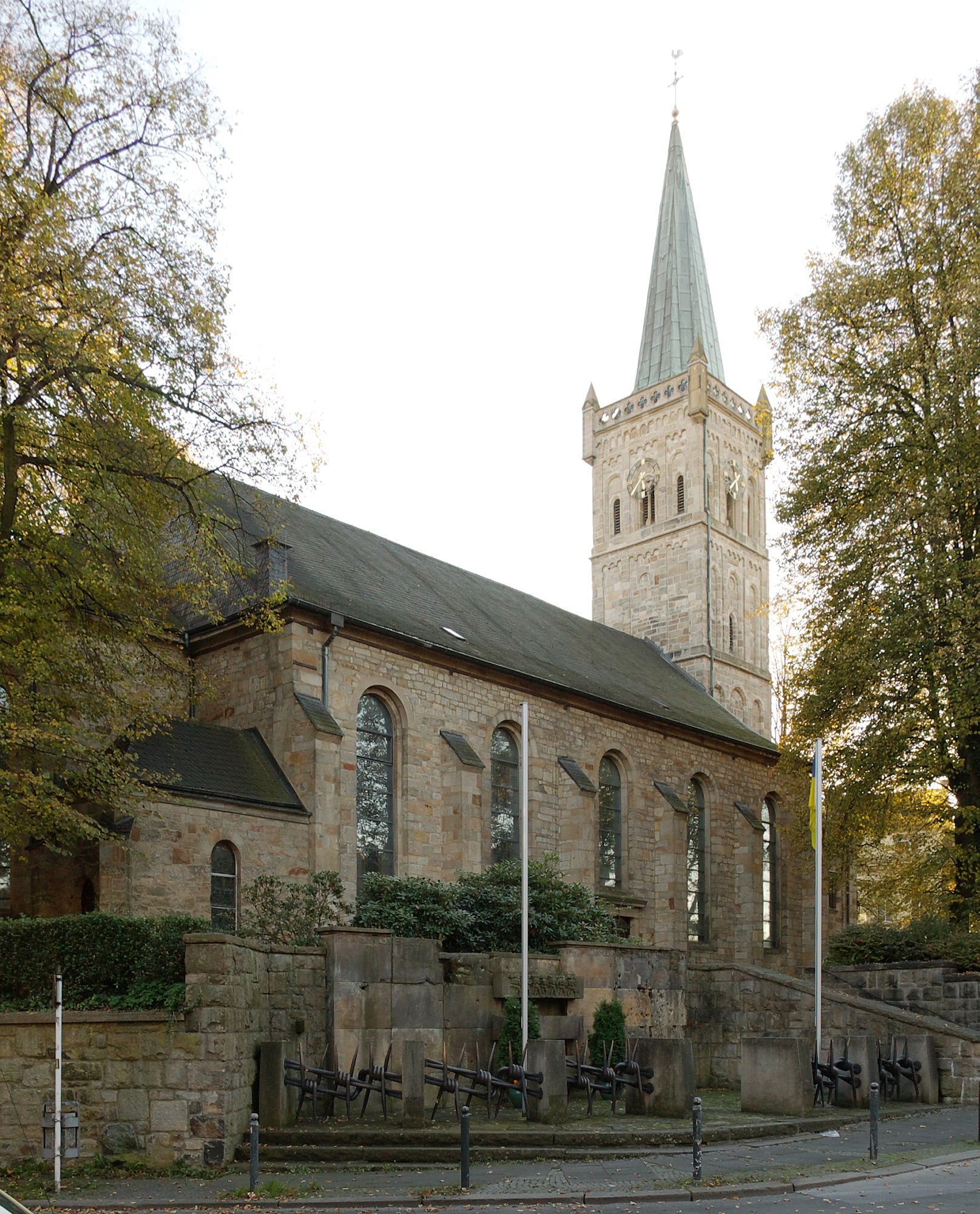
St.-Bartholomäus-Kirche

Im Zweiten Weltkrieg erlitt der Ort einige Angriffe. Am 3. und 4. Juli 1941 wurde der Ortskern durch mehrere Luftangriffe erheblich zerstört. Bei der Einnahme Lütgendortmunds durch Soldaten der US-Armee vom 8. bis 10. April 1945 wurden weitere Teile des Ortes, u. a. auch die St.-Bartholomäus-Kirche, durch Artilleriebeschuss beschädigt (vgl.: Ruhrkessel).

### 1945–heute
1966 gründeten Lütgendortmunder Einzelhändler die AG Lütgendortmunder Gewerbe (heute Aktiv im Ort, Lütgendortmunder Handel, Handwerk und Gewerbe). 70 Geschäftsleute aus den Bereichen Handel, Gewerbe und Handwerk sind Mitglieder. Die Ritterbrauerei zog 1969 in die neu erbaute Braustätte am Lütgendortmunder Hellweg ein. 1994 fusionierte sie mit der Union-Brauerei zur Dortmunder Union-Ritter-Brauerei. 1977 wurde nach dem Abriss des alten das moderne und weitaus größere evangelische Krankenhaus fertiggestellt. 1980 wurde das katholische Krankenhaus St. Barbara geschlossen und in dessen Gebäude das gleichnamige Altenpflegeheim untergebracht. 1972 entstand das Altenheim des DRK an der Dellwiger Straße am Volksgarten.

### Namensentwicklung
Bewohner und Durchreisende haben Lütgendortmund anscheinend häufig mit der Stadt Dortmund verglichen. Demzufolge heißt es in lateinischen Quellen 1150 Throtmannia minor und 1254 Parva Tremonia. 1290 wird es urkundlich auf Niederdeutsch Luttiken-Dortmunde genannt. Daraus entstand der heutige Name Lütgendortmund. Auch wenn die Form und Schreibweise sich verändert haben, der Name bedeutet immer Klein-Dortmund.

### Wappen
Blasonierung: In Blau eine silberne (weiße) Glocke. Ende des 19. Jahrhunderts sollte Lütgendortmund ein eigenes Gemeindewappen erhalten. Die Wahl fiel auf den Glockenschild als Symbol für Zusammenhalt. Es ist unklar, ob das Symbol seinen Ursprung in der volkstümlichen Ortsbezeichnung Lütgenbömmel (plattdeutsch: Bömmel = Glocke) hat oder aus dem Wappen der in der Nachbarschaft bei Harpen ansässigen Familie Lütykendorpe abgeleitet ist. Das Familienwappen der Lütykendorpes von 1348 enthält zwar keine Glocke, jedoch einen Turnierhut, der einer Glocke ähnelt und dadurch zu einer Verwechslung geführt haben könnte.

## Bevölkerung

### Statistik
Strukturdaten der Bevölkerung Lütgendortmunds:
- Bevölkerungsanteil der unter 18-Jährigen: 15,0 % [Dortmunder Durchschnitt: 16,2 % (2018)][4]
- Bevölkerungsanteil der mindestens 65-Jährigen: 20,8 % [Dortmunder Durchschnitt: 20,2 % (2018)][5]
- Ausländeranteil: 17,8 % [Dortmunder Durchschnitt: 22,3 % (2024)][6]
- Arbeitslosenquote: 11,2 % [Dortmunder Durchschnitt: 11,0 % (2017)][7]

Das Durchschnittseinkommen liegt etwa 5 % unter dem Dortmunder Durchschnitt.

### Sozialstruktur

Bevölkerungsentwicklung Lütgendortmunds 1818 bis 2006

Große Bereiche des Stadtteils lassen sich als normale Wohngegenden mit gemischter sozialer Struktur bezeichnen. Man findet viele Gebiete (u. a. Neubaugebiete oder Wohngebiete mit Familien- und Reihenhäusern), in denen auch gut situierte Familien wohnen. Daneben findet man aber auch Straßenzüge mit erhöhten sozialen Problemen wie Armut und Arbeitslosigkeit.

### Bevölkerungsentwicklung
| Jahr      | 1818 | 1858 | 1890  | 1900   | 1910   | 1925   | 2005   | 2006   | 2013   | 2016   | 2018   | 2020   | 2022   | 2024   |
| --------- | ---- | ---- | ----- | ------ | ------ | ------ | ------ | ------ | ------ | ------ | ------ | ------ | ------ | ------ |
| Einwohner | 550  | 820  | 5.000 | 12.000 | 15.000 | 15.311 | 23.391 | 23.286 | 23.012 | 23.020 | 23.102 | 22.611 | 22.882 | 23.065 |

Bei den Werten von 1818 bis 1910 kann es zu Abweichungen kommen.
|                             | Stadtbezirk | Ort      |
| --------------------------- | ----------- | -------- |
| Fläche                      | 2241,7 ha   | 721,5 ha |
| Einwohner                   | 48.937      | 23.391   |
| Bevölkerungsdichte (pro ha) | 21,8        | 32,4     |

## Wirtschaft
Schon in der Steinzeit wurde in der Region um Lütgendortmund Landwirtschaft betrieben. Beweise, die darauf schließen lassen, liefern ca. 5000 Jahre alte Feuersteine aus der Jungsteinzeit, die rund um das Haus Dellwig ausgegraben wurden. Auch am Harpener Bach entdeckte man Erz- und Schlackereste, die darauf hinweisen, dass germanische Vorfahren hier bereits Erzverhüttung betrieben.

### Industrialisierung
Vor der Industrialisierung waren große Teile der Wirtschaft von der Landwirtschaft geprägt. In und um Lütgendortmund herrschte Wasserreichtum, und es gab nährstoffreichen Lössboden, der die Bewirtschaftung der Felder für die Bauern attraktiv machte.
Später während der Industrialisierung nahm der Anteil der Landwirtschaft an der gesamten Wirtschaft ab. Die Industrialisierung schuf im Bezirk Lütgendortmund viele Arbeitsplätze, sogar einen Überschuss an Arbeit, sodass Zuwanderer die Bevölkerungszahl steigen ließen. Der Ort besaß zwar keine eigene Zeche, jedoch war er von mehreren Bergwerken (z. B. der Zeche Zollern, der Zeche Germania, der Zeche Neu-Iserlohn, der Zeche Amalia und der Zeche Erin) umsäumt, die viele Arbeiter suchten.
Ein bekanntes Unternehmen war auch Tönshoff, das Werkzeugmaschinen, wie Mehrspindeldrehautomaten, herstellte.

### Heute
Das heutige Wirtschaftsbild des Ortes hat sich stark gewandelt. Es gibt lediglich noch einen bäuerlichen Betrieb, und auch von der Bierbrauer-Tradition Lütgendortmunds ist nichts mehr zu bemerken.
Die Brauerei Brinkhoffs (ehemals Ritter-Brauerei), die am Hellweg ansässig war, fusionierte im Sommer 2006 mit der Dortmunder Actien-Brauerei (DAB) und gab den Standort in Lütgendortmund auf.
Viele Einwohner arbeiteten in den direkt südlich an Lütgendortmund grenzenden beiden Bochumer Opel-Werken. Diese wurden Ende 2014 geschlossen.

## Plätze und Einrichtungen

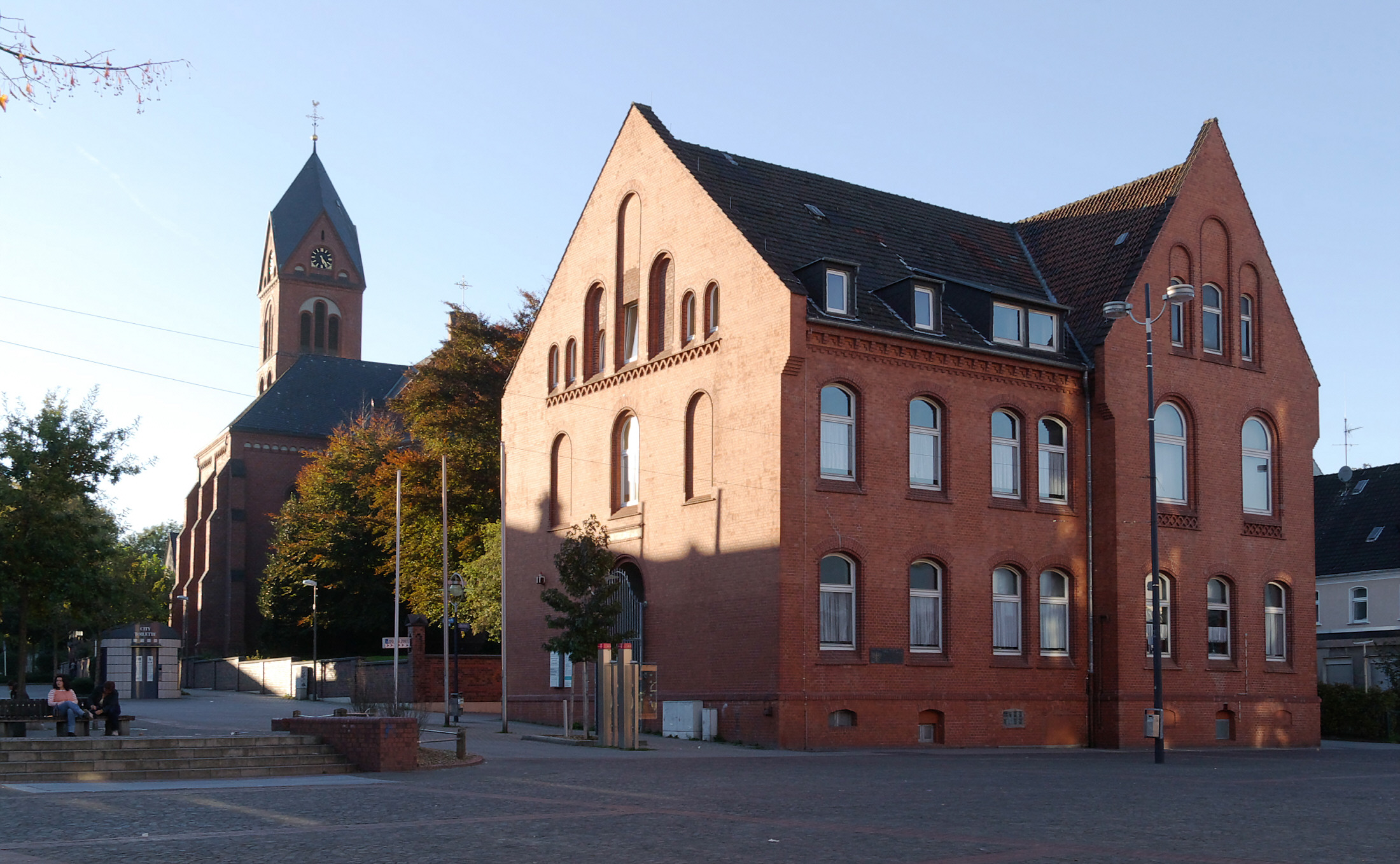
Amtshaus am Markt, im Hintergrund die katholische Kirche St. Maria-Magdalena

Lütgendortmund ist Sitz der Bezirksverwaltungsstelle und der Polizeiwache, die für die Orte Kley, Lütgendortmund, Marten, Oespel und Somborn zuständig ist. Das Zentrum des Ortes ist der Marktplatz am Heinrich-Sondermann-Platz und die Limbecker Straße (vor der Eingemeindung: Wilhelmstraße), die schon immer zum gewerblichen Mittelpunkt zählte. Am Marktplatz befindet sich auch das Amtshaus. Daneben steht das um 1296 errichtete Beguinenkloster Marienborn, zu dem bis 1895 eine Klosterkirche gehörte, in der katholische Gottesdienste abgehalten wurden. Seit einigen Jahrzehnten wird das Kloster als Jugendfreizeitstätte und Kindergarten genutzt. Im Ortskern gibt es zahlreiche größere und kleinere Geschäfte. Der Ort besitzt drei Kirchen, zwei davon im Ortskern, die katholische Pfarrkirche St. Maria Magdalena und die evangelische Bartholomäuskirche. Etwas außerhalb befindet sich die 2. evangelische Kirchengemeinde, die im Martin-Luther-King-Haus ansässig ist. 2007 fusionierte die Gemeinde mit der evangelischen Gemeinde in Bövinghausen zu der Christusgemeinde Dortmund. In Ortsnähe steht das 1897 eröffnete Krankenhaus St. Barbara, das heute ein Altenheim ist, und an der Volksgartenstraße das Knappschaftskrankenhaus Lütgendortmund (bis 2014 Evangelisches Krankenhaus). Direkt daneben ist das 1966 eröffnete Hallenbad und gegenüber das 2001 erbaute „Seniorenzentrum Am Volksgarten“.

### Kloster Marienborn
Hauptartikel: Kloster Marienborn (Lütgendortmund)

Kloster Marienborn

Das Kloster wurde während der Beguinenbewegung um 1300 errichtet. Hier lebten Beguinen unter einer von ihnen frei gewählten Vorsteherin ohne Klostergelübde. Wegen Baufälligkeit wurde das Kloster zu Beginn des 18. Jahrhunderts abgerissen. Nur eine Grundmauer des alten Baus ist noch vorhanden. Darauf wurde 1725 ein neues Kloster errichtet. Daneben stand eine kleine Klosterkirche, in der die katholische Gemeinde bis zum Bau der Pfarrkirche im Jahre 1892 Gottesdienste abhielt.
Während der französischen Herrschaft wurde das Kloster im Jahre 1809 aufgelöst. Später wurde es als Schule benutzt. Heute ist es Sitz des Bezirksjugendheims, des Kinderhortes und der Stadtbücherei. An das Kloster, dessen Existenz nur noch wenigen bekannt ist, erinnern zwei Straßennamen, die Beguinenstraße und die Marienbornstraße.

## Bildungseinrichtungen
Lütgendortmund verfügt über zahlreiche Bildungseinrichtungen, von Kindergärten über Grundschulen bis zu einer weiterführenden Schule.
Kindergärten gibt es am Marktplatz im ehemaligen Beguinenkloster Marienborn und in der Holtestraße. Lütgendortmund verfügt über drei Grundschulen, die Mörike-Grundschule, die Holte-Grundschule und die Marienborn-Grundschule. Eine weiterführende Schule in Form einer Gesamtschule (Heinrich-Böll-Gesamtschule) befindet sich an der Volksgartenstraße; dort ist auch eine Zweigstelle der Stadt- und Landesbibliothek Dortmund untergebracht. Außerdem gibt es die Dellwig-Schule  als Förderschule.

### Entwicklung des Schulwesens
Aufgrund des starken Bevölkerungswachstums und der hohen Kinderanzahl in den Familien musste auch das Schulwesen völlig verändert werden. Die Klosterschule konnte die Schüler bald nicht mehr unterbringen, so dass in wenigen Jahren viele neue Schulen entstanden. 1874 wurde die Wilhelmschule an der Flaspoete gebaut, 1882 die Luisenschule, 1893 die Lutherschule an der Wernerstraße. Um 1900 kam noch die Bismarckschule dazu.

## Verkehr

### Öffentliche Verkehrsmittel

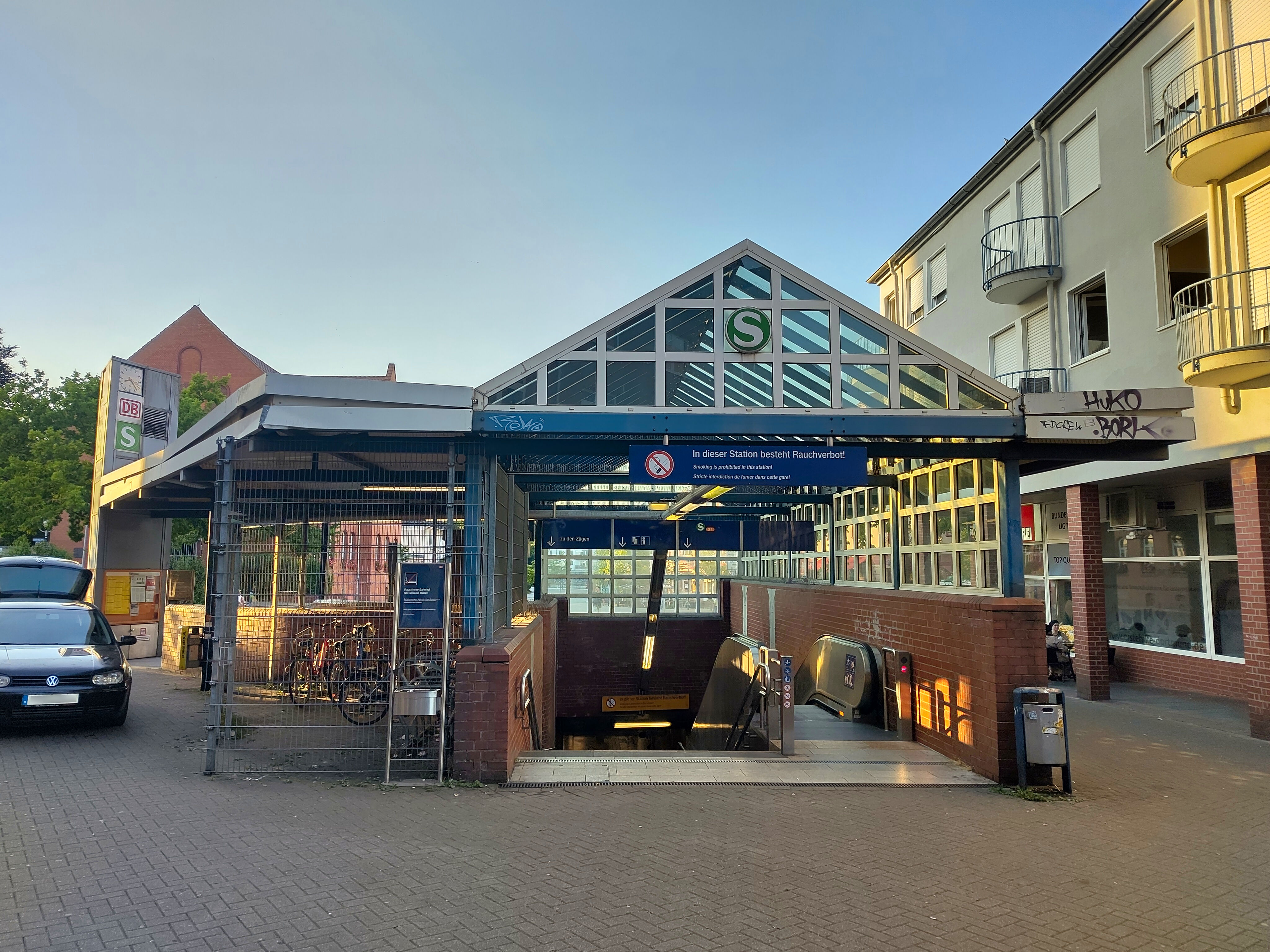
S-Bahnhof Lütgendortmund am Heinrich-Sondermann-Platz

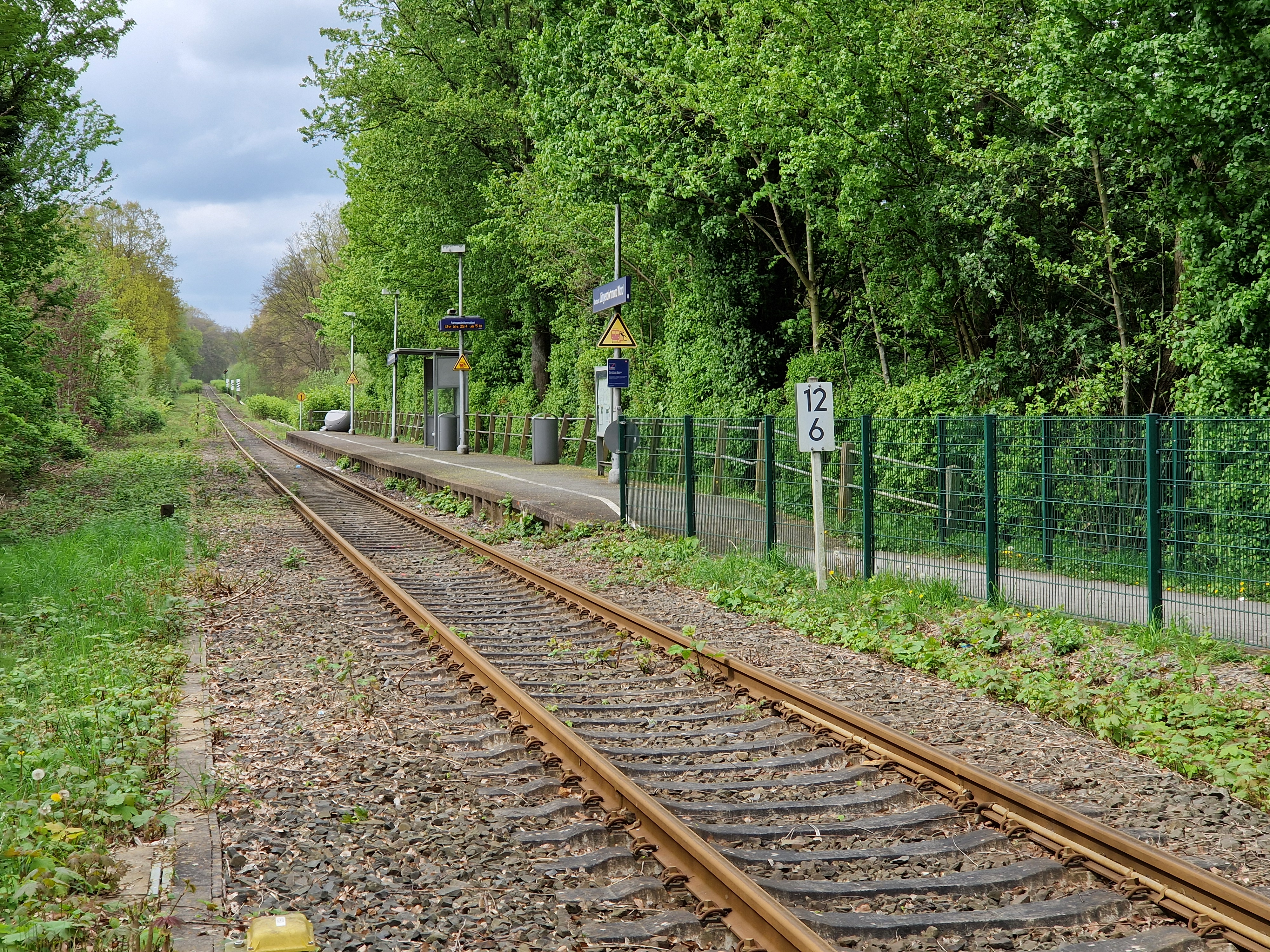
Haltepunkt DO-Lütgendortmund Nord

Die Anbindung des Stadtteils an andere Vororte und die Dortmunder Innenstadt ist gut. Bereits seit 1878 existiert die Emschertalbahn. Heute verkehrt hier die als „Emschertal-Bahn“ bezeichnete Regionalbahnlinie RB 43, die zwischen Dortmund und Dorsten pendelt, dabei unter anderem die Städte Castrop-Rauxel, Herne und Gladbeck bedient und stündlich auch in Lütgendortmund Nord hält.
Außerdem gab es die Strecke der Rheinischen Eisenbahn-Gesellschaft, welche 1866 gebaut wurde und von Osterath nach Dortmund Südbahnhof führte. Der an dieser Strecke gelegene, 1910 errichtete Bahnhof (südwestlich des heutigen S-Bahn-Haltepunktes Dortmund-Germania, auf der gegenüberliegenden Seite des Lütgendortmunder Hellwegs), der an die Gemeinden Kley, Marten, Oespel und Lütgendortmund grenzte, wurde im Zuge des Umbaus der Strecke 1981 abgerissen. Der Bahnhof und die Umgebung wurden im Volksmund meist Station oder Lütgendortmund Station genannt. Zwei Straßenbahnlinien verkehrten hier und verbanden Lütgendortmund über Marten und Dorstfeld mit Dortmund.
Seit den 1990er Jahren hat sich die Infrastruktur, insbesondere die Anbindung durch öffentliche Verkehrsmittel, wieder verbessert. Die Einwohner können ohne große Probleme oder Wartezeiten Orte außerhalb des Stadtteils, Verknüpfungspunkte sowie die Dortmunder Innenstadt erreichen. Der Stadtteil Lütgendortmund besitzt vier Bahnstationen. Sie befinden sich an der bereits genannten Emschertalbahn (Haltepunkt Dortmund-Lütgendortmund Nord) und der S-Bahn-Linie 4 der S-Bahn Rhein-Ruhr (Haltepunkte Dortmund Germania, Dortmund-Somborn und Bahnhof Dortmund-Lütgendortmund, der 1993 als Endbahnhof unter dem Lütgendortmunder Markt eingeweiht wurde). Die S-Bahnlinie 4 war ursprünglich als Ersatz für die heutige Emschertalbahn via Marten und Huckarde gedacht. Die Planung sah vor, den Tunnel ab Lütgendortmund bis zum Bahnhof Dortmund-Bövinghausen fortzuführen, ab dort die Strecke in Richtung Castrop-Rauxel zu nutzen und dadurch die Emschertal-Bahn zu ersetzen. Im Ortszentrum befindet sich der in den 1990er Jahren errichtete Busbahnhof, der von zahlreichen Buslinien angefahren wird und direkte Verbindungen nach anderen Dortmunder Stadtteilen sowie nach Bochum, Castrop-Rauxel und Witten bietet.

### Verbindungsstraßen
Lütgendortmund ist gut an die Innenstadt und an Städte in der Umgebung angebunden. Es ist umgeben von zahlreichen Schnellverbindungswegen und das sonstige Straßennetz ist hervorragend ausgebaut.
Der Hellweg wurde als schnelle Verbindungsstraße zwischen Lütgendortmund und den Stadtzentren Bochum und Dortmund durch die Bundesstraße 1 und den Rheinlanddamm abgelöst.
Des Weiteren besitzt der Ort eine eigene Autobahnanschlussstelle der Bundesautobahn 40, die von Osten nach Westen an Lütgendortmund vorbeiführt. Über die vielbefahrene Bundesstraße 235 erreicht man nahegelegene Städte wie Bochum und Castrop-Rauxel, aber auch Gebiete wie das Münster- und Sauerland. Darüber hinaus existieren weitere Verknüpfungspunkte in der Umgebung des Ortsgebietes, wie der Hafenzubringer in Kirchlinde oder die Bundesautobahn 45.
Durch den Ortskern bzw. am Ortskern vorbei führen drei Hauptverkehrsstraßen. Die Martener Straße führt von Lütgendortmund nach Marten, der Lütgendortmunder Hellweg in Richtung Oespel und die Lütgendortmunder Straße durch das Ortszentrum ebenfalls in Richtung Oespel.

## Sport
Die DJK Hellweg Lütgendortmund war lange Zeit neben Borussia Dortmund die zweite Kraft im Dortmunder Fußball. In den 1970er und 1980er Jahren spielte die DJK in der dritthöchsten Spielklasse, der damaligen Fußball-Oberliga Westfalen. Zum Ende der Saison 1986/87 musste der Verein Insolvenz anmelden.
Hinsichtlich der Erfolge dominiert in Lütgendortmund gegenwärtig der Frauenfußball. Am 7. Juni 1975 spielte zum ersten Mal eine Frauenmannschaft bei der SG Lütgendortmund (SGL). Die Frauenfußballabteilung wurde 1977 gegründet. 1980 schaffte man den Aufstieg in die Bezirksliga und ein Jahr später sogar den Durchmarsch in die Landesliga, der man bis 1989 angehörte. Dem Abstieg folgte der direkte Wiederaufstieg. Zwei Jahre später gelang der Aufstieg in die Verbandsliga. Nach drei Jahren musste man allerdings wieder absteigen. Mit der Jahrtausendwende gelang die Rückkehr in die Verbandsliga. Zwei Jahre später schaffte man nach einem 2:0-Sieg über Westfalia Hagen den Sprung in die Regionalliga. 2004 wurde die SGL in die neu gegründete 2. Bundesliga aufgenommen, stieg aber 2006 ab.

## Religion
Als 1599 nach der Reformation viele Pfarrer zur lutherischen Lehre übertraten, nahm auch der größte Teil der Bevölkerung den evangelischen Glauben an. Nur eine geringe Minderheit, darunter auch die Familie Dellwig, behielt den katholischen Glauben. Die Bartholomäus-Kirche wurde evangelisch-lutherisch, das Marienkloster blieb katholisch.
| Jahr | Evangelisch | Katholisch | Sonstige Christen | Juden |
| ---- | ----------- | ---------- | ----------------- | ----- |
| 1925 | 10.130      | 4.410      | 9                 | 48    |

## Regelmäßige Veranstaltungen
Einmal jährlich findet Ende August die Lütgendortmunder Bartholomäuskirmes statt, im Volksmund auch „Pflaumenkirmes“ genannt. Dieses traditionelle Volksfest dauert vier Tage und wurde 2014 zum 654. Mal begangen. Außerdem findet seit 1985 einmal im Jahr ein Dorffest statt, das allerdings wesentlich kleiner als die Bartholomäuskirmes ist.
Viele Jahre war das Radrennen um den Brinkhoff’s Cup des gleichnamigen Sponsors großer Anziehungspunkt. Jedoch konnte nach der Schließung der Brauerei kein neuer Sponsor gefunden werden, so dass nach 2004 kein Rennen mehr stattfand.
Jeden Mittwoch und Samstag wird auf dem Heinrich-Sondermann-Platz ein Markt abgehalten.
Das Kleine Konzert zur Marktzeit findet an jedem letzten Samstag im Monat von 11:00 bis 11:30 Uhr in der nahegelegenen Bartholomäuskirche statt.
An vier Tagen im Jahr, im März oder April, findet der Do-Cup in der Sporthalle der Heinrich-Böll-Gesamtschule statt. Zu dem seit 1997 veranstalteten Handball-Turnier reisen sowohl nationale als auch internationale Teams an.

## Vereine
- Der TV Eintracht Lütgendortmund 1879 e. V. bietet die Sportarten Handball, Eltern-Kind-Turnen, Kinderturnen, Frauengymnastik und Hallenfußball an.
- Der TV Grüne Linde besteht seit 1901 und bietet die Sportarten Schwimmen, Volleyball, Badminton, Turnen, Gymnastik, Eltern-Kind-Turnen und Fit & Gesund an.
- Lütgendortmund hat drei Fußball-Vereine, Hellweg-Lütgendortmund, SG Lütgendortmund und SV Urania.
- Im Kulturhaus auf dem Grundstück der Holte-Grundschule haben die älteste echte Karnevalsgesellschaft Dortmunds, die K.G. „Kiek es drin“ 1888 e. V., die Arbeitsgemeinschaft Modellbahn Dortmund e. V., eine Musikschule und der Ortsverband Dortmund-West(O52) des DARC (Deutscher Amateur-Radio-Club e. V.) ihren Sitz.
- Die Freiwillige Feuerwehr wurde 1882 gegründet und feierte 2007 ihr 125-jähriges Bestehen. Seit dem Neubau des Feuerwehrhauses 1994 ist sie direkt im Ortskern neben dem Busbahnhof angesiedelt. Als Löschzug 19 ist sie Bestandteil der Feuerwehr Dortmund

Lütgendortmund besitzt, wie für das Ruhrgebiet typisch, mehrere Kleingartenanlagen. Der Gartenverein Im Rauhen Holz mit 82 Gärten auf einer Fläche von 42.756 m² liegt direkt neben dem gleichnamigen Waldgebiet. Die Kleingartenanlage Lütgendortmund-Nord mit 76 Gärten auf einer Fläche von 56.502 m² befindet sich neben dem Volksgarten.

## Söhne und Töchter der Stadt
- Fritz Heinemann (* 19. November 1903 in Lütgendortmund; † 19. November 1975) war ein deutscher Politiker (SPD) und ist Ehrenbürger der Stadt Bochum
- Erich Kühn (* 14. März 1902; † 7. Dezember 1981 in Aachen), deutscher Architekt und Rektor der RWTH Aachen
- Margarete Kühn (* 4. Februar 1902 in Lütgendortmund; † 12. September 1995 in Berlin) war Kunsthistorikerin und erste Direktorin der West-Berliner Schlösserverwaltung.
- Carl August Corbach (* 16. März 1867 in Lütgendortmund; † 11. Juni 1947 in Sondershausen) war ein deutscher Violinvirtuose, Orchesterleiter und Leiter der Hochschule für Musik in Sondershausen.
- Oswald Pfau (* 7. Januar 1915; † 3. Januar 1969 in Lütgendortmund) war ein deutscher Fußballspieler und Trainer.

## Bekannte Lütgendortmunder Persönlichkeiten
- Käthe Schaub (* 15. April 1892 in Hüttersdorf (bei Saarlouis); † 26. September 1973) war eine sozialdemokratische Politikerin.
- Heinrich Sondermann (* 5. Januar 1928 in Langendreer; † Herbst 1986) war von 1969 bis 1973 Oberbürgermeister Dortmunds und gehörte der SPD an.
- Friedhelm Dohmann (* 24. August 1931 in Dortmund; † 20. Februar 1970 ebenda) war ein sozialdemokratischer Politiker (SPD).